# Communauté de communes Cœur de Savoie
La communauté de communes Cœur de Savoie est une communauté de communes française, située dans le département de la Savoie en région Auvergne-Rhône-Alpes.

## Géographie
Comme suggéré par son nom, la communauté de communes Cœur de Savoie se situe au cœur de la Savoie sur les versants des trois massifs de la Chartreuse, de Belledonne et des Bauges. Elle est la porte d'entrée de la Savoie en venant de Grenoble et se trouve en proximité directe avec les agglomérations de Chambéry et d'Albertville. C'est un point de passage également vers les vallées de la Tarentaise et de la Maurienne et l'accès à la frontière italienne. Son altitude varie entre 244 mètres sur la commune de Porte-de-Savoie et 2 760 mètres à Arvillard.

## Histoire
Cette communauté de communes a été créée par arrêté préfectoral du 31 décembre 2013 et est issue de la fusion de quatre communautés de communes à savoir la Communauté de communes de la Combe de Savoie, la Communauté de communes du Gelon et du Coisin, la Communauté de communes du pays de Montmélian et la Communauté de communes la Rochette - Val Gelon.
Le 1er janvier 2019, les communes de Francin et des Marches fusionnent pour devenir Porte-de-Savoie, et Étable avec La Rochette. pour donner Valgelon-La Rochette.

## Composition
La communauté de communes est composée des 41 communes suivantes :

| Nom                            | Code Insee | Gentilé           | Superficie (km2) | Population (dernière pop. légale) | Densité (hab./km2) |
| ------------------------------ | ---------- | ----------------- | ---------------- | --------------------------------- | ------------------ |
| Montmélian (siège)             | 73171      | Montmélianais     | 5,69             | 4 041 (2022)                      | 710                |
| Apremont                       | 73017      | Apremontais       | 17,76            | 968 (2022)                        | 55                 |
| Arbin                          | 73018      | Arbinois          | 1,71             | 816 (2022)                        | 477                |
| Arvillard                      | 73021      | Pierrus           | 29,28            | 849 (2022)                        | 29                 |
| Betton-Bettonet                | 73041      | Bettonnards       | 3,41             | 304 (2022)                        | 89                 |
| Bourget-en-Huile               | 73052      | Bourgerains       | 6,79             | 143 (2022)                        | 21                 |
| Bourgneuf                      | 73053      | Bourgnoviens      | 6,48             | 667 (2022)                        | 103                |
| Chamousset                     | 73068      | Chamoussards      | 6,31             | 615 (2022)                        | 97                 |
| Chamoux-sur-Gelon              | 73069      | Chamoyards        | 10,63            | 961 (2022)                        | 90                 |
| Champ-Laurent                  | 73072      | Laurentains       | 5,07             | 31 (2022)                         | 6,1                |
| La Chapelle-Blanche            | 73075      | Chapelains        | 4,13             | 591 (2022)                        | 143                |
| Châteauneuf                    | 73079      | Castelneuvois     | 6,99             | 922 (2022)                        | 132                |
| La Chavanne                    | 73082      | Chavannots        | 3,06             | 725 (2022)                        | 237                |
| Chignin                        | 73084      | Chignerains       | 8,32             | 910 (2022)                        | 109                |
| Coise-Saint-Jean-Pied-Gauthier | 73089      | Coisards          | 10,38            | 1 306 (2022)                      | 126                |
| La Croix-de-la-Rochette        | 73095      | Cruciens          | 3,04             | 382 (2022)                        | 126                |
| Cruet                          | 73096      | Cruetnerains      | 10,06            | 1 042 (2022)                      | 104                |
| Détrier                        | 73099      | Détrelins         | 2,25             | 431 (2022)                        | 192                |
| Fréterive                      | 73120      | Frétarivots       | 11,01            | 632 (2022)                        | 57                 |
| Hauteville                     | 73133      | Travaillards      | 2,45             | 350 (2022)                        | 143                |
| Laissaud                       | 73141      | Laissautins       | 6,57             | 752 (2022)                        | 114                |
| Les Mollettes                  | 73159      | Molletains        | 5,47             | 870 (2022)                        | 159                |
| Montendry                      | 73166      | Montendrins       | 8,28             | 50 (2022)                         | 6                  |
| Myans                          | 73183      | Myannerains       | 3,58             | 1 294 (2022)                      | 361                |
| Planaise                       | 73200      | Planaisots        | 4,16             | 558 (2022)                        | 134                |
| Le Pontet                      | 73205      | Pontetiens        | 8,66             | 133 (2022)                        | 15                 |
| Porte-de-Savoie                | 73151      |                   | 22,28            | 3 944 (2022)                      | 177                |
| Presle                         | 73207      | Preslerins        | 11,58            | 434 (2022)                        | 37                 |
| Rotherens                      | 73217      | Cavagnots         | 1,74             | 375 (2022)                        | 216                |
| Saint-Jean-de-la-Porte         | 73247      | Saintgerins       | 16,01            | 977 (2022)                        | 61                 |
| Saint-Pierre-d'Albigny         | 73270      | Saint-Pierrains   | 18,46            | 4 175 (2022)                      | 226                |
| Saint-Pierre-de-Soucy          | 73276      | Saint-Pierrains   | 9,09             | 423 (2022)                        | 47                 |
| Sainte-Hélène-du-Lac           | 73240      | Saint-Hélénois    | 7,09             | 835 (2022)                        | 118                |
| La Table                       | 73289      | Tablerains        | 14,85            | 432 (2022)                        | 29                 |
| La Trinité                     | 73302      | Trinitains        | 4,88             | 380 (2022)                        | 78                 |
| Valgelon-La Rochette           | 73215      |                   | 7,36             | 4 185 (2022)                      | 569                |
| Le Verneil                     | 73311      | Vergnolains       | 7,52             | 89 (2022)                         | 12                 |
| Villard-d'Héry                 | 73314      | Villard-d'Hériens | 4,9              | 264 (2022)                        | 54                 |
| Villard-Léger                  | 73315      | Villarins         | 6,73             | 436 (2022)                        | 65                 |
| Villard-Sallet                 | 73316      | Grus              | 3,14             | 297 (2022)                        | 95                 |
| Villaroux                      | 73324      | Villarotins       | 3,09             | 191 (2022)                        | 62                 |

## Administration

### Présidents
| Période                                  | Période      | Identité         | Étiquette | Qualité                               |
| ---------------------------------------- | ------------ | ---------------- | --------- | ------------------------------------- |
| 1er janvier 2014                         | 10 mars 2014 | Bernard Besson   | PS        | Maire de Myans (2001-2014)            |
| 10 mars 2014                             | en cours     | Béatrice Santais | PS        | Ancienne députée, maire de Montmélian |
| Les données manquantes sont à compléter. |              |                  |           |                                       |

### Bureau
Le conseil communautaire élit un président et des vice-présidents. Ces derniers, avec d'autres membres du conseil communautaire, constituent le bureau. Le conseil communautaire délègue une partie de ses compétences au bureau et au président.
| Nom                       | Fonction                                                                                                 | Qualité                                             |
| ------------------------- | --- | --------------------------------------------------- |
| Béatrice Santais          | Présidente                                                                                               | Maire de Montmélian                                 |
| Jean-François Duc         | 1er vice-président chargé de l’agriculture, de la forêt, du tourisme, des politiques contractuelles      | Maire de La Trinité                                 |
| Fabienne Pichon-Deguilhem | 2e vice-présidente chargée des finances et de l’administration générale                                  | Adjointe au maire de Betton-Bettonet                |
| Rémy Saint-Germain        | 3e vice-président chargé de la transition écologique, de l’habitat et des gens du voyage                 | Adjoint au maire de Saint-Pierre-d'Albigny          |
| Jean-Claude Montblanc     | 4e vice-président chargé du développement économique et de l’emploi                                      | Adjoint au maire de La Chapelle-Blanche             |
| Marc Girard               | 5e vice-président chargé de la compétence de l’eau, de l’assainissement et des déchets                   | Maire de Hauteville                                 |
| Arlette Bret              | 6e vice-présidente chargée de l’enfance et de la jeunesse                                                | Adjointe au maire de Coise-Saint-Jean-Pied-Gauthier |
| Franck Villand            | 7e vice-président chargé des transports scolaires, des déplacements et de la mobilité                    | Maire de Porte-de-Savoie                            |
| Ève Buevoz                | 8e vice-présidente chargée de la culture, de la communication et des équipements sportifs communautaires | Maire de Fréterive                                  |
| Éric Sandraz              | 9e vice-président chargé de la compétence GEMAPI, des cours d’eau et de la biodiversité                  | Maire de Villard-d'Héry                             |

### Conseil communautaire
À la suite de la réforme des collectivités territoriales de 2013, les conseillers communautaires dans les communes de plus de 1000 habitants sont élus au suffrage universel direct en même temps que les conseillers municipaux. Dans les communes de moins de 1000 habitants, les conseillers communautaires seront désignés parmi le conseil municipal élu dans l'ordre du tableau des conseillers municipaux en commençant par le maire puis les adjoints et enfin les conseillers municipaux. Les règles de composition des conseils communautaires ayant changé, celui-ci comptera à partir de mars 2014 soixante-trois conseillers communautaires qui sont répartis comme suit :
| Nombre de conseillers | Communes |
| --------------------- | --- |
| 6                     | Montmélian, Porte-de-Savoie, Saint-Pierre-d'Albigny et Valgelon-La Rochette |
| 2                     | Coise-Saint-Jean-Pied-Gauthier et Myans |
| 1                     | Apremont, Arbin, Arvillard, Betton-Bettonet, Bourget-en-Huile Bourgneuf, Chamousset, Chamoux-sur-Gelon, Champ-Laurent, Châteauneuf, Chignin, Cruet, Détrier, Fréterive, Hauteville, La Chapelle-Blanche (Savoie), La Chavanne, La Croix-de-la-Rochette, La Table, La Trinité, Laissaud, Le Bourget-en-Huile, Le Pontet, Le Verneil, Les Mollettes, Montendry, Planaise, Presle, Rotherens, Saint-Jean-de-la-Porte, Saint-Pierre-de-Soucy, Sainte-Hélène-du-Lac, Villard-d'Héry, Villard-Léger, Villard-Sallet et Villaroux |

## Compétences
Les compétences de la communauté de communes sont celles définies par la loi auxquelles s'ajoutent des compétences que les communes ont souhaité lui transférer et qui sont présentes dans ses statuts.

## Démographie
| 1968   | 1975   | 1982   | 1990   | 1999   | 2008   | 2013   | 2018   |
| ------ | ------ | ------ | ------ | ------ | ------ | ------ | ------ |
| 20 513 | 21 897 | 24 134 | 26 219 | 28 866 | 33 611 | 35 589 | 37 100 |